# Öchsle (Bahn)
| |                                |                                                       |                                                       |
| Streckennummer (DB): | 4511 (Warthausen–Ochsenhausen) |                                                       |                                                       |
| Kursbuchstrecke (DB): | 12752                          |                                                       |                                                       |
| Kursbuchstrecke: | 316g (1944) 306d (1946)        |                                                       |                                                       |
| Streckenlänge: | 22,22 km                       |                                                       |                                                       |
| Spurweite: | 750 mm (Schmalspur)            |                                                       |                                                       |
| Maximale Neigung: | 25 ‰                           |                                                       |                                                       |
| Minimaler Radius: | 120 m                          |                                                       |                                                       |
| |                                |                                                       |                                                       |
| \| \| \| von Friedrichshafen \| \| \| \| 0,00 \| Biberach (Riß) (1899–1964) \| 532 m \| \| \| 1,90 \| Riß \| Riß \| \| \| 2,23 \| Gleiskreuzung mit der Bahnstrecke Ulm–Friedrichshafen \| Gleiskreuzung mit der Bahnstrecke Ulm–Friedrichshafen \| \| \| \| \| \| \| \| 3,24 \| Warthausen \| 526 m \| \| \| \| nach Ulm \| \| \| \| 4,49 \| Herrlishöfen (Bedarfshalt, bis 04-10-1959) \| 529 m \| \| \| 6,03 \| Barabein (Bedarfshalt, bis 04-10-1959) \| 539 m \| \| \| 8,25 \| Äpfingen \| 532 m \| \| \| 8,40 \| Saubach \| Saubach \| \| \| 8,55 \| \| \| \| \| 9,01 \| Sulmingen (Bedarfshalt, bis 27-05-1962) \| 546 m \| \| \| 11,39 \| Maselheim \| 555 m \| \| \| 13,86 \| Wennedach (Bedarfshalt) \| 553 m \| \| \| 13,10 \| Dürnach \| Dürnach \| \| \| 13,95 \| Rohrbach \| Rohrbach \| \| \| 15,70 \| Scheitelpunkt \| 598 m \| \| \| 17,50 \| Biberacher Straße (Kreisstraße 7524) \| Biberacher Straße (Kreisstraße 7524) \| \| \| 17,71 \| Reinstetten (Bedarfshalt) \| 560 m \| \| \| 20,30 \| Goppertshofen (1899–1924) \| Goppertshofen (1899–1924) \| \| \| 21,70 \| Ochsenhausen Gbf (1920–1982) \| Ochsenhausen Gbf (1920–1982) \| \| \| 22,22 \| Ochsenhausen \| 578 m \| |                                |                                                       |                                                       |
| Strecke |                                | von Friedrichshafen                                   | von Friedrichshafen                                   |
| Bahnhof · Kopfbahnhof Streckenanfang (Strecke außer Betrieb) | 0,00                           | Biberach (Riß) (1899–1964)                            | 532 m                                                 |
| Brücke über Wasserlauf · Brücke über Wasserlauf (Strecke außer Betrieb) | 1,90                           | Riß                                                   | Riß                                                   |
| Strecke nach halblinks · Strecke ehemals nach halbrechts | 2,23                           | Gleiskreuzung mit der Bahnstrecke Ulm–Friedrichshafen | Gleiskreuzung mit der Bahnstrecke Ulm–Friedrichshafen |
| Strecke ehemals von halblinks · Strecke von halbrechts |                                |                                                       |                                                       |
| Kopfbahnhof Strecke bis hier außer Betrieb · Haltepunkt / Haltestelle | 3,24                           | Warthausen                                            | 526 m                                                 |
| Strecke · Strecke nach links |                                | nach Ulm                                              | nach Ulm                                              |
| Haltepunkt / Haltestelle | 4,49                           | Herrlishöfen (Bedarfshalt, bis 04-10-1959)            | 529 m                                                 |
| Haltepunkt / Haltestelle | 6,03                           | Barabein (Bedarfshalt, bis 04-10-1959)                | 539 m                                                 |
| Bahnhof | 8,25                           | Äpfingen                                              | 532 m                                                 |
| Brücke über Wasserlauf | 8,40                           | Saubach                                               | Saubach                                               |
| Brücke | 8,55                           |                                                       |                                                       |
| Haltepunkt / Haltestelle | 9,01                           | Sulmingen (Bedarfshalt, bis 27-05-1962)               | 546 m                                                 |
| Bahnhof | 11,39                          | Maselheim                                             | 555 m                                                 |
| Haltepunkt / Haltestelle | 13,86                          | Wennedach (Bedarfshalt)                               | 553 m                                                 |
| Brücke über Wasserlauf | 13,10                          | Dürnach                                               | Dürnach                                               |
| Brücke über Wasserlauf | 13,95                          | Rohrbach                                              | Rohrbach                                              |
| Strecke | 15,70                          | Scheitelpunkt                                         | 598 m                                                 |
| Brücke | 17,50                          | Biberacher Straße (Kreisstraße 7524)                  | Biberacher Straße (Kreisstraße 7524)                  |
| Dienststation / Betriebs- oder Güterbahnhof | 17,71                          | Reinstetten (Bedarfshalt)                             | 560 m                                                 |
| ehemaliger Haltepunkt / Haltestelle | 20,30                          | Goppertshofen (1899–1924)                             | Goppertshofen (1899–1924)                             |
| ehemaliger Dienststation / Betriebs- oder Güterbahnhof | 21,70                          | Ochsenhausen Gbf (1920–1982)                          | Ochsenhausen Gbf (1920–1982)                          |
| Kopfbahnhof Streckenende | 22,22                          | Ochsenhausen                                          | 578 m                                                 |

Das Öchsle ist eine württembergische Schmalspurbahn mit der Spurweite 750 Millimeter zwischen den oberschwäbischen Städten Biberach an der Riß und Ochsenhausen. Der verbliebene Abschnitt von Warthausen nach Ochsenhausen ist seit 1985 eine Museumseisenbahn. Die Strecke verläuft auf ihrer gesamten Länge im Landkreis Biberach. Mit Warthausen, Maselheim und Ochsenhausen wird das Gebiet von drei Gemeinden durchquert. Parallel zur Bahnstrecke führt der sogenannte Öchsle-Radweg. Der Scheitelpunkt der Strecke liegt mit 598,13 Meter über NHN zwischen den Haltepunkten Wennedach und Reinstetten und wird beim Überwinden eines Höhenzuges zwischen den Tälern von Dürnach/Rohrbach und der Rottum mit Steigungen bis zu 1:40 beim Streckenkilometer 15,7 erreicht.

## Geschichte

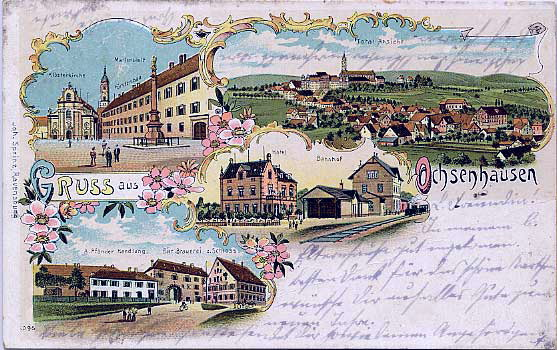
Bahnhof Ochsenhausen, um 1900

### Planung, Bau und Eröffnung
Die Königlich Württembergischen Staats-Eisenbahnen (K.W.St.E) befassten sich bereits 1879 mit dem Projekt einer durchgehenden Eisenbahn von Biberach an der Riß über Ochsenhausen nach Memmingen. Nachdem sich diese Pläne unter anderem durch den Bau der Verbindung (Aulendorf–)Kißlegg–Hergatz endgültig zerschlagen hatten, konstituierte sich 1889 ein örtliches Eisenbahn-Komitee, das den Stuttgarter Techniker Professor Sapper mit Rentabilitätsrechnungen und Bauvorbereitungen betraute. Auf dieser Grundlage wurde 1893 an den Landtag eine erste Petition für den Bau einer normalspurigen Nebenbahn von Biberach nach Ochsenhausen gerichtet. Das Vorhaben wurde nur als Schmalspurbahn in das Gesetz vom 7. Juni 1897 aufgenommen. Wegen Verzögerungen beim Bau des Abschnitts Biberach–Warthausen wurde am 29. November 1899 zunächst die Teilstrecke Warthausen–Ochsenhausen eröffnet, der Abschnitt nach Biberach folgte am 1. März 1900.

### Königlich Württembergische Staats-Eisenbahnen (1899–1919)

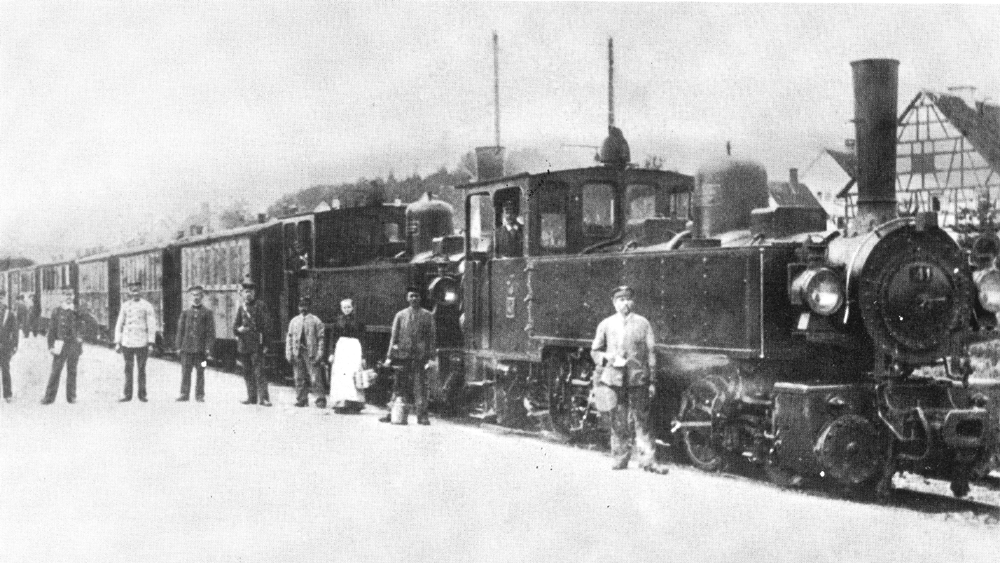
Zwei Lokomotiven der Klasse Tssd in Ochsenhausen, 1901

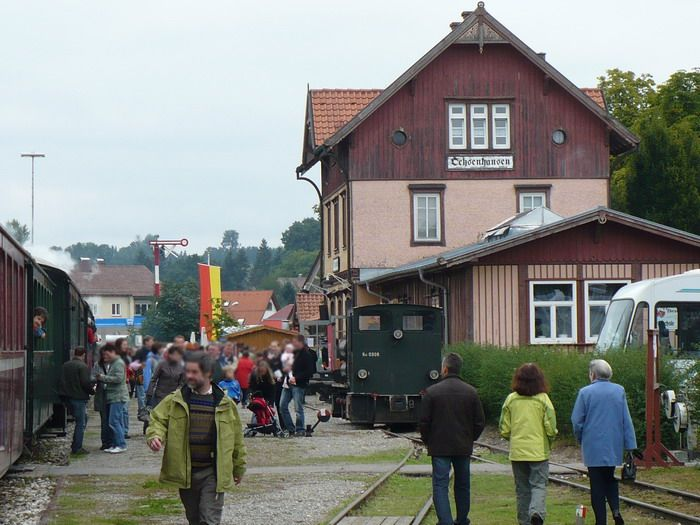
Bahnhof Ochsenhausen, 2008

Die Erstausstattung der Bahn bestand aus zwei neuen Mallet-Dampflokomotiven der Bauart Württembergische Tssd, acht zweiachsigen Personenwagen und zwei Gepäckwagen. Neben einigen offenen und geschlossenen Güterwagen gab es noch Spezialwagen für den Transport von Langholz sowie drei Rollschemelpaare zur Beförderung von Normalspurwagen. Aufgeschemelte Wagen wurden nur zwischen Warthausen und Ochsenhausen befördert, in Warthausen waren zwei Rollbockgruben vorhanden. Anfangs verkehrten täglich in jeder Richtung zwei Personenzüge, ergänzt um einen gemischten Zug (Güterzug mit Personenbeförderung /Gmp) zur Abwicklung des Güterverkehrs.
In den ersten Jahren wurden trotz der im Vergleich zu Normalspurbahnen hohen Betriebskosten positive Betriebsergebnisse erzielt. Mit der Verlängerung der Bahn bis Biberach gelangte eine dritte Tssd nach Ochsenhausen. 1906 wurde die Bahnstrecke Ulm–Friedrichshafen (Südbahn) zweigleisig ausgebaut. Im Zuge dieser Arbeiten wurde die niveaugleiche Gleiskreuzung in den Bahnhof Warthausen verlegt und das heute noch bestehende Empfangsgebäude sowie eine Personenunterführung für den Übergang zwischen Normal- und Schmalspurzügen erbaut. Zu Beginn des Ersten Weltkriegs waren vier Lokomotiven in Ochsenhausen stationiert.
Nach den ursprünglichen Planungen sollten bald nach der Eröffnung von Ochsenhausen aus weitere Schmalspurbahnen über Tannheim nach Memmingen, über Wurzach nach Roßberg sowie über Schwendi nach Laupheim gebaut werden. Nach dem Rücktritt des unter anderem für das Verkehrswesen zuständigen Ministerpräsidenten Hermann von Mittnacht im Jahr 1900 änderten sich die politischen Rahmenbedingungen und das oberschwäbische Schmalspurnetz kam nicht zustande. Was blieb, waren die später eröffneten normalspurigen Stichbahnen Laupheim West–Schwendi und Roßberg–Wurzach.

### Deutsche Reichsbahn (1920–1945)

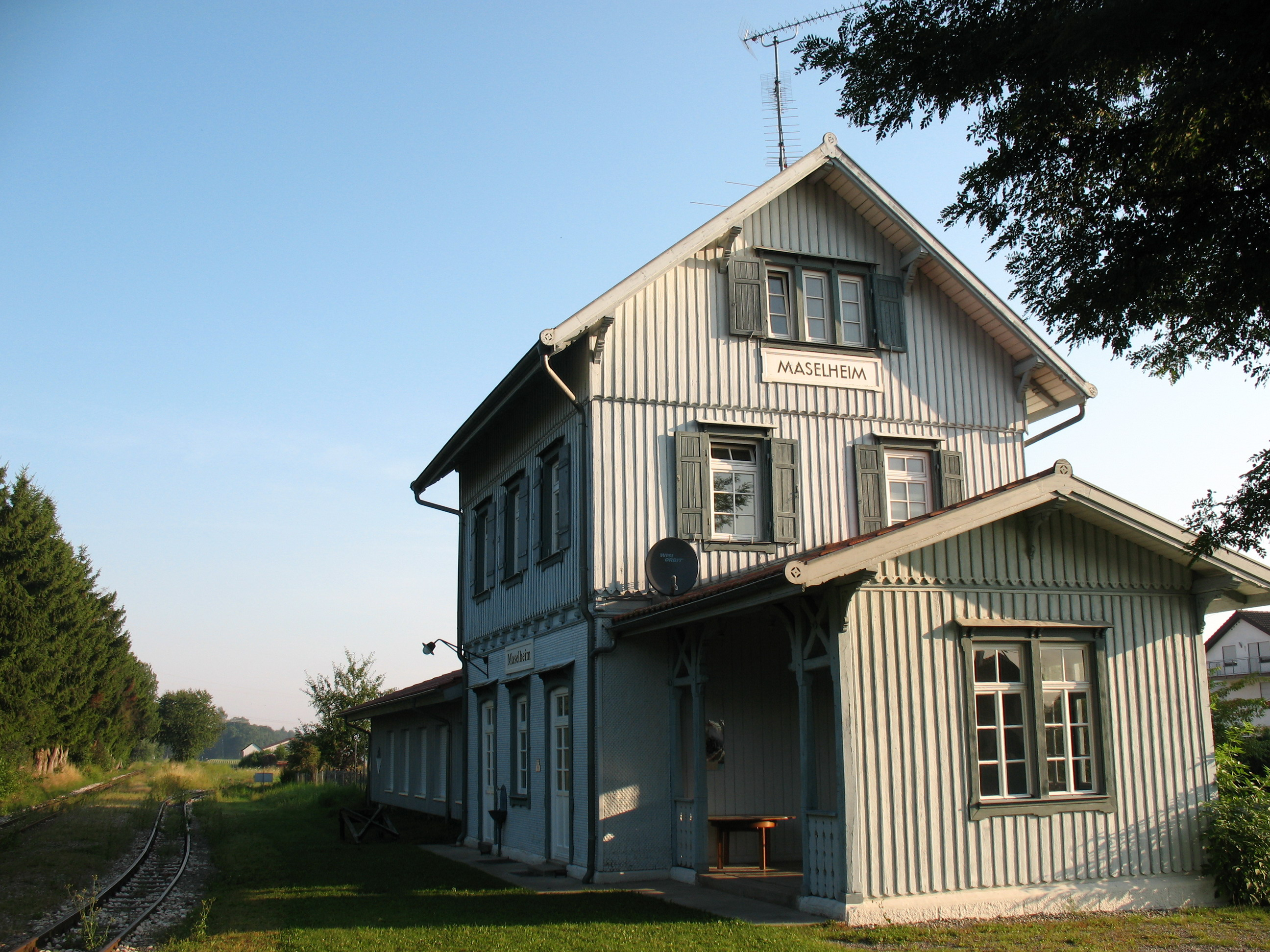
Bahnhof Maselheim, 2008

1920 ging das Öchsle zusammen mit den anderen Strecken der Württembergischen Staats-Eisenbahnen an die Deutsche Reichsbahn über. Um die Überlastung des Bahnhofs Ochsenhausen zu lindern, ging im gleichen Jahr der Ochsenhausener Güterbahnhof mit normal- und schmalspurigen Ladegleisen und zwei Rollschemelgruben in Betrieb. 1924 wurde der Haltepunkt Goppertshofen geschlossen. Die Deutsche Reichsbahn ersetzte und verstärkte in den 1920er Jahren den gesamten Oberbau mit altbrauchbaren Schienen der Form „Württ. D“ mit 33 kg/m und Stahl- statt Holzschwellen. Ab 1928 übernahmen Lokomotiven der sächsischen Gattung VI K die Hauptlast des Verkehrs. Die in Biberach und Ochsenhausen vorhandenen Drehscheiben wurden wenig später entfernt.
Die Ausbaumaßnahmen der Deutschen Reichsbahn und die Beschaffung weiterer Rollschemel mit höherer Tragfähigkeit führten zu einer Verlagerung des Güterverkehrs hin zu aufgeschemelten Normalspurwagen. Dadurch wurden die schmalspurigen Güterwagen zunehmend entbehrlich. 1940 wurde ein Großteil des Bestandes buchmäßig zur Pinzgauer Lokalbahn zum Sammelplatz nach Zell am See, tatsächlich wohl direkt an die im Bau befindlichen Wirtschaftsbahnen in der Ukraine abgegeben. Die verbliebenen geschlossenen Güterwagen waren vorwiegend im Stückgutverkehr eingesetzt, die offenen standen für dienstliche Zwecke zur Verfügung.
Am nebligen Morgen des 6. Januar 1944 stieß beim Eisenbahnunfall von Warthausen ein leicht verspäteter Normalspurzug in die Wagen eines Schmalspurzuges. Bei diesem Unglück gab es zwölf Tote und eine große Anzahl von Verletzten.
In den letzten Kriegstagen wurde der Bahnhof Ochsenhausen bei Jagdbomber-Angriffen beschädigt, ansonsten überstand die Strecke den Zweiten Weltkrieg ohne größere Schäden.

### Deutsche Bundesbahn (1945–1983)

Bahnhof Äpfingen, 1899–1984

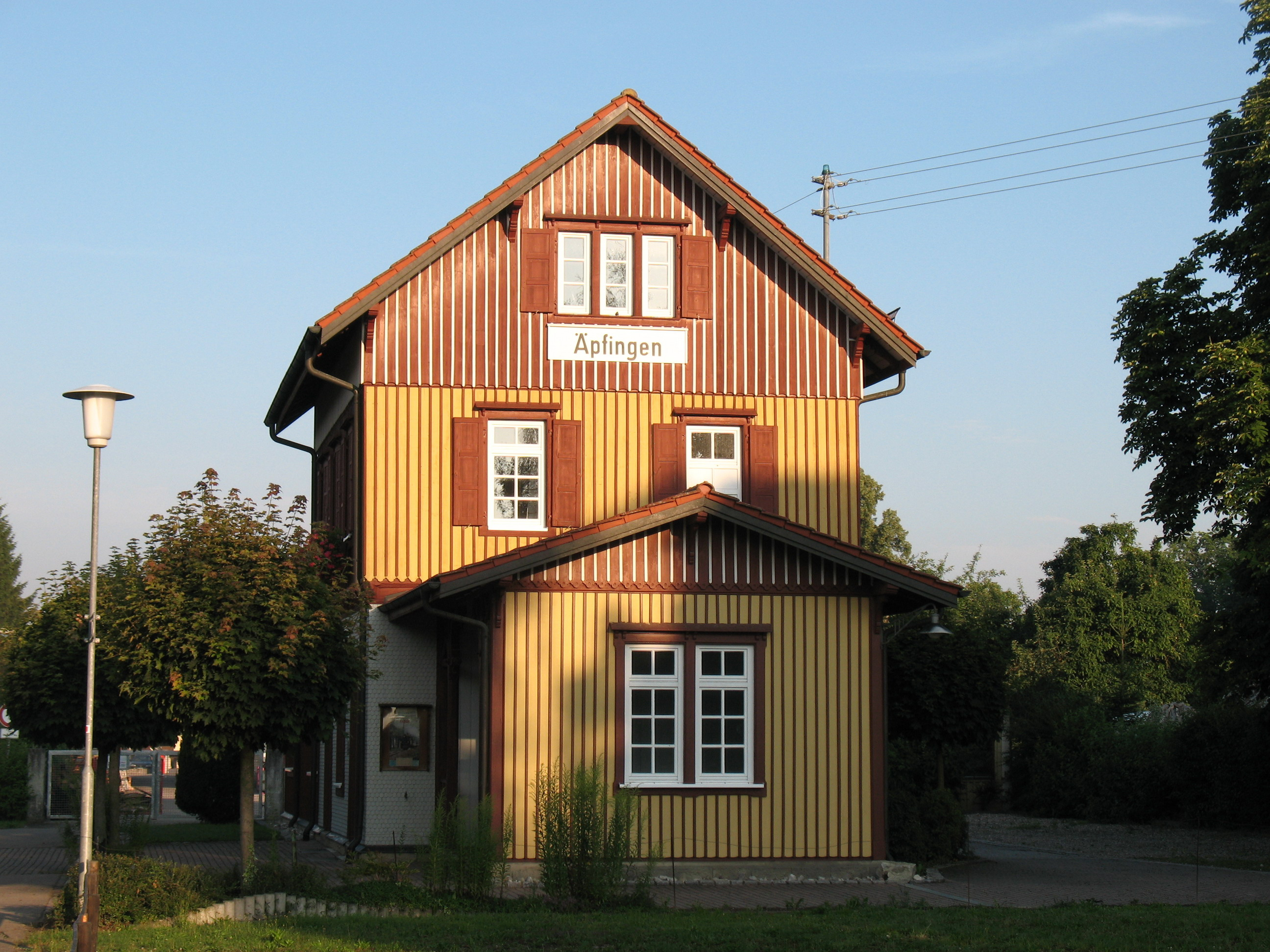
Bahnhof Äpfingen, 2008

1954 begann die Deutsche Bundesbahn, den Betrieb durch Ausdünnen des Fahrplans und Einsatz von Bahnbussen zu rationalisieren. 1959 wurden die Haltepunkte Herrlishöfen und Barabein aufgehoben. Nach weiteren Personaleinsparungen wie durch Umwandlung der Bahnhöfe Äpfingen, Maselheim und Reinstetten in unbesetzte Haltepunkte erfolgte am 31. Mai 1964 die Einstellung des Personenverkehrs auf der Gesamtstrecke, nachdem er durch den zunehmenden Individualverkehr und die Kraftpost-Linie Memmingen–Ochsenhausen–Biberach bedeutungslos geworden war. Damit verlor der Abschnitt Biberach–Warthausen seinen Gesamtverkehr und wurde kurze Zeit später abgebaut, wodurch auch die Kreuzung mit der Südbahn entfiel.
Der Güterverkehr nahm – vor allem durch das Liebherr Kühltechnik-Werk in Ochsenhausen – in dieser Zeit einen Aufschwung. In Ochsenhausen wurde eine erhöhte und überdachte Laderampe gebaut, mit der die aufgeschemelten Güterwagen besser beladen werden konnten. In den ehemaligen Bahnhöfen Äpfingen, Maselheim und Reinstetten wurden private Anschlussgleise weiter bedient. Ende 1964 wurden die VI K abgelöst, zunächst eine, ab 1970 zwei neue Dieselloks der Baureihe V 51 übernahmen den Verkehr. 1969 endete der gelegentliche Dampfbetrieb.
In den 1980er Jahren verschlechterte sich der Zustand der Bahnanlagen zusehends. Die Deutsche Bundesbahn erwog eine Umspurung auf Normalspur, leitete aber 1981 ein Stilllegungsverfahren ein. Am 31. März 1983 wurde der Gesamtverkehr eingestellt.

### Museumsbahn (seit 1985)

#### Öchsle Schmalspurbahn GmbH (1985–1991)

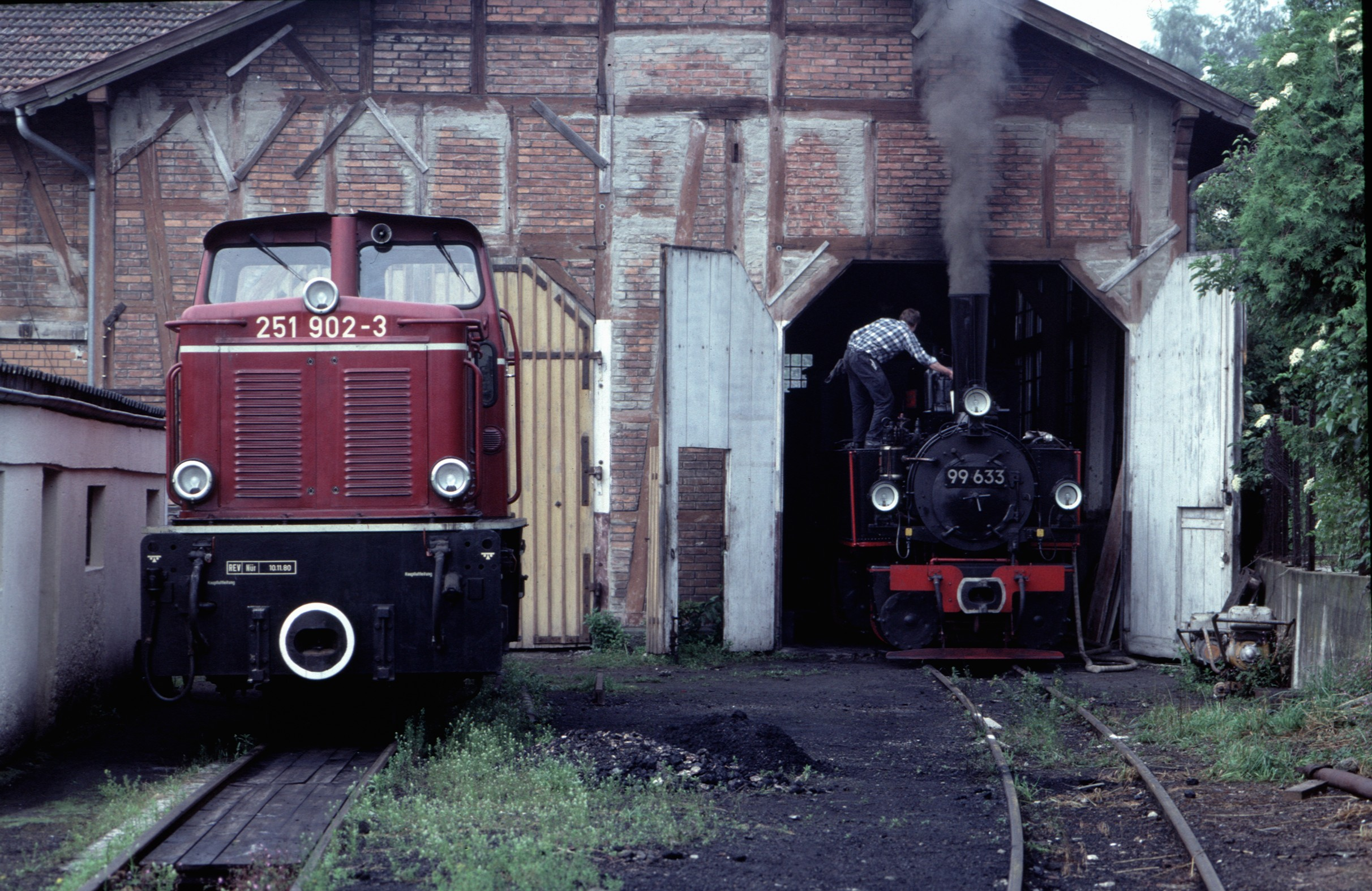
Lokschuppen Ochsenhausen, 1985

Durch das Engagement des Öchsle Schmalspurbahn e. V. unterblieb der Abbau der Strecke, die Anliegergemeinden und der Landkreis Biberach erwarben sie. Die Gütergleise in Äpfingen, Reinstetten und Ochsenhausen Güterbahnhof wurden entfernt und die freien Grundstücke verkauft. Eine der beiden Dieselloks gelangte über einen Zwischenhändler an eine Gleisbaugesellschaft in Spanien, die andere wurde von der Öchsle Schmalspurbahn GmbH erworben. Das restliche Rollmaterial ging an den Öchsle Schmalspurbahn e. V. und an Private.
Da der Verein selbst als Bahnbetreiber nicht in Frage kam, gründeten Vereinsmitglieder die Öchsle Schmalspurbahn GmbH. Geeignetes Fahrzeugmaterial war am Ort nicht mehr vorhanden – die letzten Personenwagen waren bereits 1964 auf andere Strecken umgesetzt oder verschrottet worden, auch geeignete Dampflokomotiven standen kurzfristig nicht zur Verfügung. Die für den touristischen Betrieb erforderlichen Fahrzeuge wurden deshalb von der Betriebsgesellschaft, vereinzelt auch vom Verein, in Polen, in Österreich und in der Schweiz beschafft. Die Öchsle Schmalspurbahn GmbH pachtete die verbliebenen Bahnanlagen von der öffentlichen Hand beziehungsweise in Warthausen von der Deutschen Bundesbahn. Ehrenamtliches Werkstatt- und Zugpersonal stellte der Verein. Nach Instandsetzungsarbeiten an der Strecke nahm die Museumsbahn am 29. Juni 1985 den Betrieb zwischen Warthausen und Ochsenhausen auf. Ende 1991 stellte die Öchsle Schmalspurbahn GmbH den Betrieb ein und zog den größten Teil ihres Fahrzeugparks von der Strecke ab, nachdem die Eisenbahnaufsicht wegen Mängeln an der Strecke und beim Betrieb einen Weiterbetrieb untersagt hatte. Die Konzession für die Strecke lief erst im Laufe des Jahres 1995 aus.

#### Eisenbahn-Betriebsgesellschaft Ochsenhausen gGmbH (1996–2000)

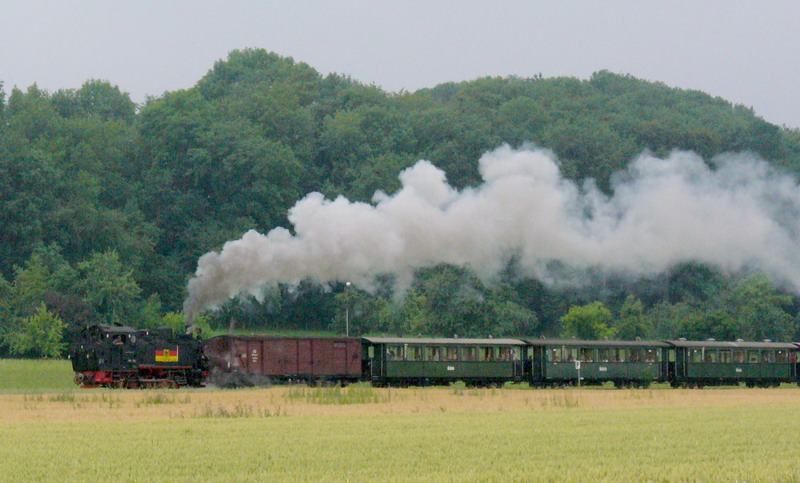
Bei Herrlishöfen, 2006

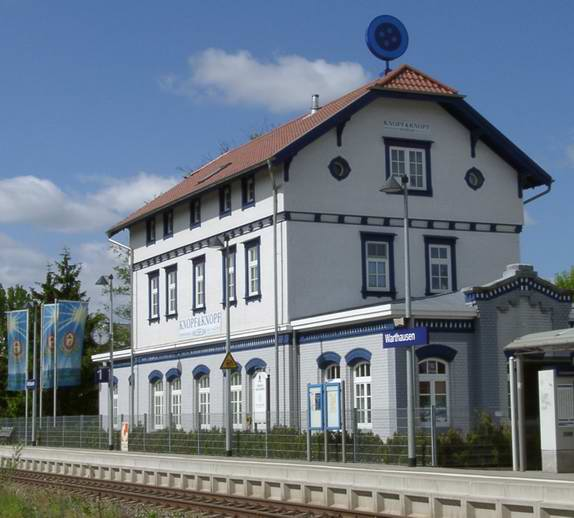
Bahnhof Warthausen mit 1999 eröffnetem Knopfmuseum, 2004

Um die Bahn weiter zu betreiben mussten aufgrund der 1994 erfolgten, grundlegenden Änderungen in der Eisenbahngesetzgebung im  Zuge der Privatisierung der Deutschen Bundesbahn, viele neue Regelungen berücksichtigt werden. Oftmals waren diese aber nur im Grundsatz geregelt und so manches Detail in der Durchführung vor Ort noch nicht durchdacht. Das Öchsle war dabei die erste Bahn in Deutschland, die nach den neuen Regelungen den Betrieb aufnehmen wollte und hatte somit eine Vorreiterrolle für die Regelung der Ausführungsdetails. Unter anderem musste für den Betrieb der Infrastruktur und den Fahrbetrieb zwei getrennte Gesellschaften errichtet werden.
Als Eisenbahninfrastrukturunternehmen fungiert die 1995 gegründete Öchsle Bahn AG mit Sitz in Biberach, deren Aktionäre der Landkreis Biberach (rund 35 Prozent), die Kreissparkasse Biberach (25 Prozent), freie Aktionäre (25 Prozent) und die Anliegergemeinden (rund 15 Prozent) sind. Diese Aktiengesellschaft ist Eigentümerin der Gleisanlagen und hat von den Anliegergemeinden das Erbbaurecht an den Bahngrundstücken erhalten. Sie ist für den laufenden Unterhalt der Anlagen verantwortlich. Die notwendigen finanziellen Mittel wurden durch die Ausgabe von Aktien beschafft.
Das Eisenbahnverkehrsunternehmen (EVU) wurde in Form der Eisenbahn-Betriebsgesellschaft Ochsenhausen gGmbH (kurz: EBO) im gleichen Jahr gegründet. Da die Fahrzeuge der Öchsle Schmalspurbahn GmbH nicht mehr zur Verfügung standen, musste mit viel Aufwand ein neuer Fahrzeugpark mit Fahrzeugen aus Österreich, der Schweiz und Sachsen erworben werden.
In dieser Konstellation konnte am 25. Juni 1996 der Betrieb wieder aufgenommen werden. Ende 2000 wurde die Strecke von der Landeseisenbahnaufsicht wegen Oberbaumängeln gesperrt. Die Eisenbahn-Betriebsgesellschaft Ochsenhausen stellte daraufhin den Fahrbetrieb ein. Sie wurde in den folgenden Jahren aufgelöst, nachdem man künftig den gesamten Betrieb der Bahn durch ein einziges Unternehmen forcierte.

#### Öchsle Bahn Betriebs-GmbH (ab 2001)

Logo der Betriebsgesellschaft

Im Jahr 2001 wurde das neue EVU Öchsle Bahn Betriebs-GmbH gegründet. Zur Durchführung des Touristikverkehrs wurde der größte Teil des rollenden Materials des Öchsle Schmalspurbahn e. V. übernommen. Die Gesellschafter sind der Landkreis Biberach (50 %), die Anliegergemeinden (45 %) und die Tourismus GmbH (5 %).
Wegen der zur erneuten Betriebsaufnahme erforderlichen umfangreichen Sanierungsmaßnahmen und der Beschaffung einer weiteren Dampflok aus Sachsen wurde eine Kapitalerhöhung der Öchsle Bahn AG erforderlich. Weitere Mittel wurden vom Land Baden-Württemberg im Rahmen der Tourismusförderung bereitgestellt.
Am 1. Mai 2002 wurde der Fahrbetrieb ein drittes Mal aufgenommen. Der Fahrzeugpark wurde in den folgenden Jahren durch Zukäufe, Anmietungen und Leihgaben ergänzt. Seit der Inbetriebnahme eines neuen Lokschuppens in Warthausen im Jahr 2006, der mit Hilfe einer Stiftung der Kreissparkasse Biberach finanziert wurde, beginnen und enden die Züge in Warthausen und es verkehren an Sonn- und Feiertagen nur noch zwei statt bisher drei Zugpaare. Das Werkstatt- und Fahrpersonal wird nach wie vor vom Öchsle Schmalspurbahn e. V. gestellt.
In den letzten Jahren konnte die jährliche Zahl der Fahrgäste auf über 40.000 gesteigert werden. Trotzdem ist der Betrieb in der aktuellen Konstellation stark defizitär; in den vergangenen Jahren war für den laufenden Betrieb jährlich ein Zuschuss von weit über 200.000 Euro notwendig. Das ursprüngliche Ziel, den Betrieb langfristig wenigstens kostenneutral abwickeln zu können, wurde mittlerweile aufgegeben.
2020 erhielt der Trägerverein Öchsle Schmalspurbahn e. V. den Bürgerpreis der Denkmalstiftung Baden-Württemberg in Würdigung der bisher geleisteten Arbeit.

## Lokomotiven

### Dampflok 99 716 „Rosa“

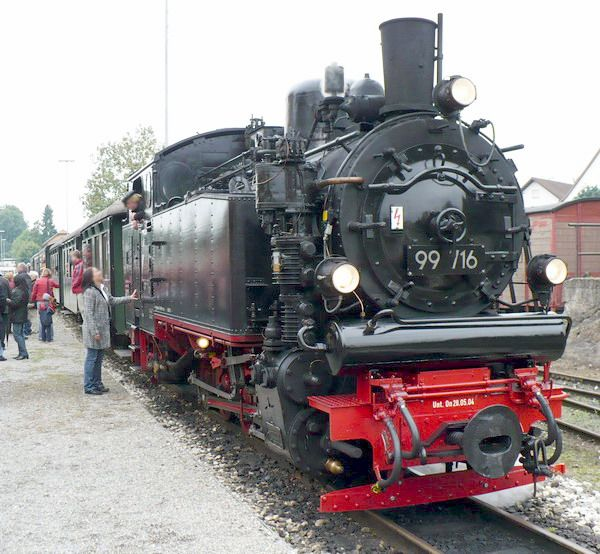
Lokomotive 99 716 in Ochsenhausen, 2008

Die Öchsle-Bahn AG erwarb im Sommer 2008 die Dampflok 99 716 („Rosa“) vom DB-Museum Nürnberg. Sie wurde 1927 in Chemnitz für 63.000 Reichsmark gebaut, war zuerst in Sachsen und später auf der Zabergäubahn und der Bottwartalbahn im Einsatz. Nach 25 Jahren im Heimatmuseum Güglingen gelang es dem Vereinsvorstand 1993, diese mit Zustimmung der Stadt Güglingen als Leihgabe des Verkehrsmuseum Nürnberg zu übernehmen. Für den Einsatz vor den Dampfzügen musste sie einer umfangreichen Instandsetzung unterzogen werden, die zwischen 1995 und 1997 im Dampflokwerk Meiningen ausgeführt wurde. Seit Juni 1997 war sie beim Öchsle im Einsatz. Lokomotiven dieser Baureihe wurden bereits früher im Regelbetrieb auf dem Öchsle eingesetzt. Sie ist momentan (2024) nicht betriebsfähig.

### Mallet-Dampflok 99 633 „Ur-Öchsle, Emil“

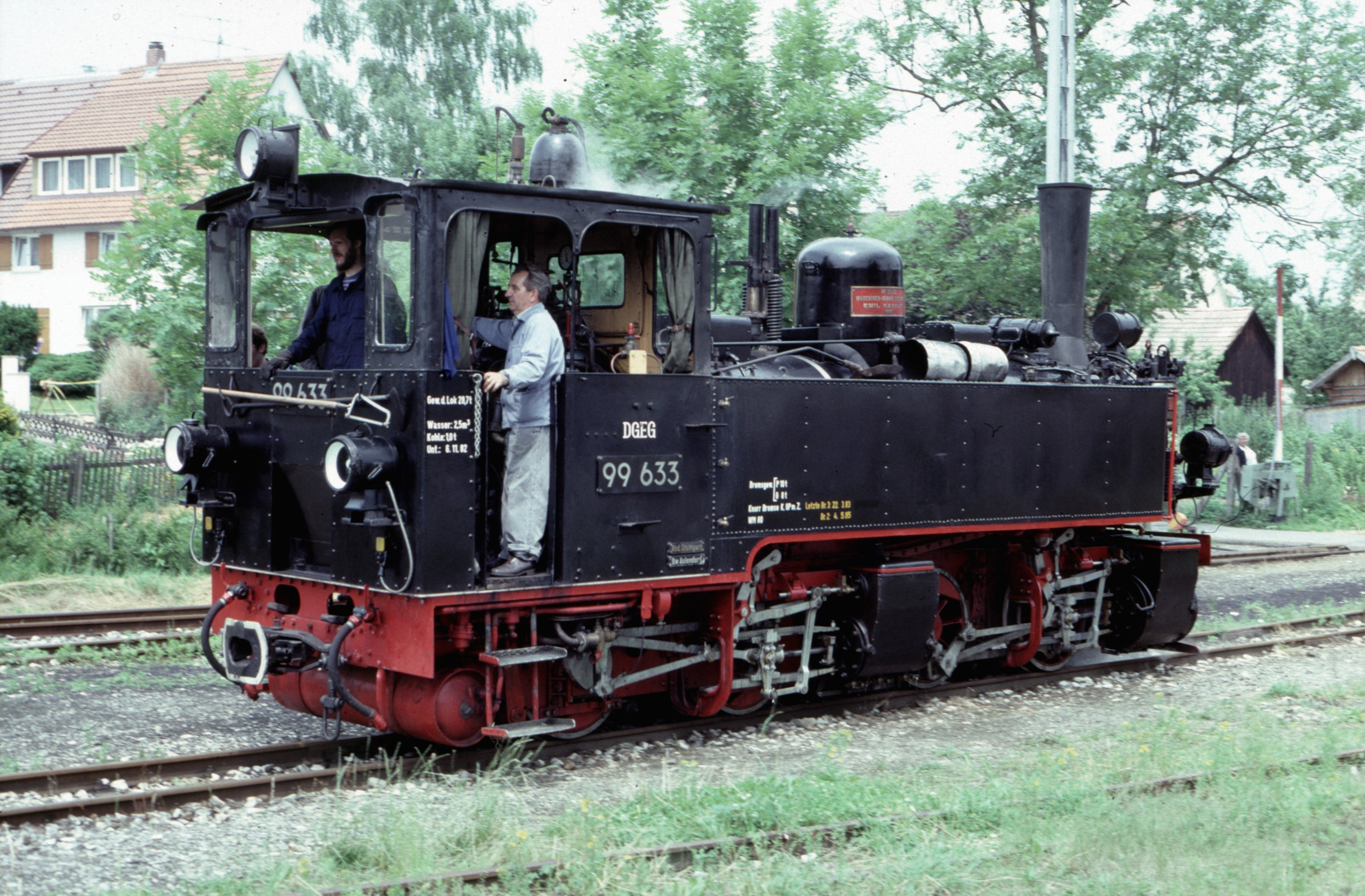
99 633 (Württembergische Tssd) in Ochsenhausen, 1988

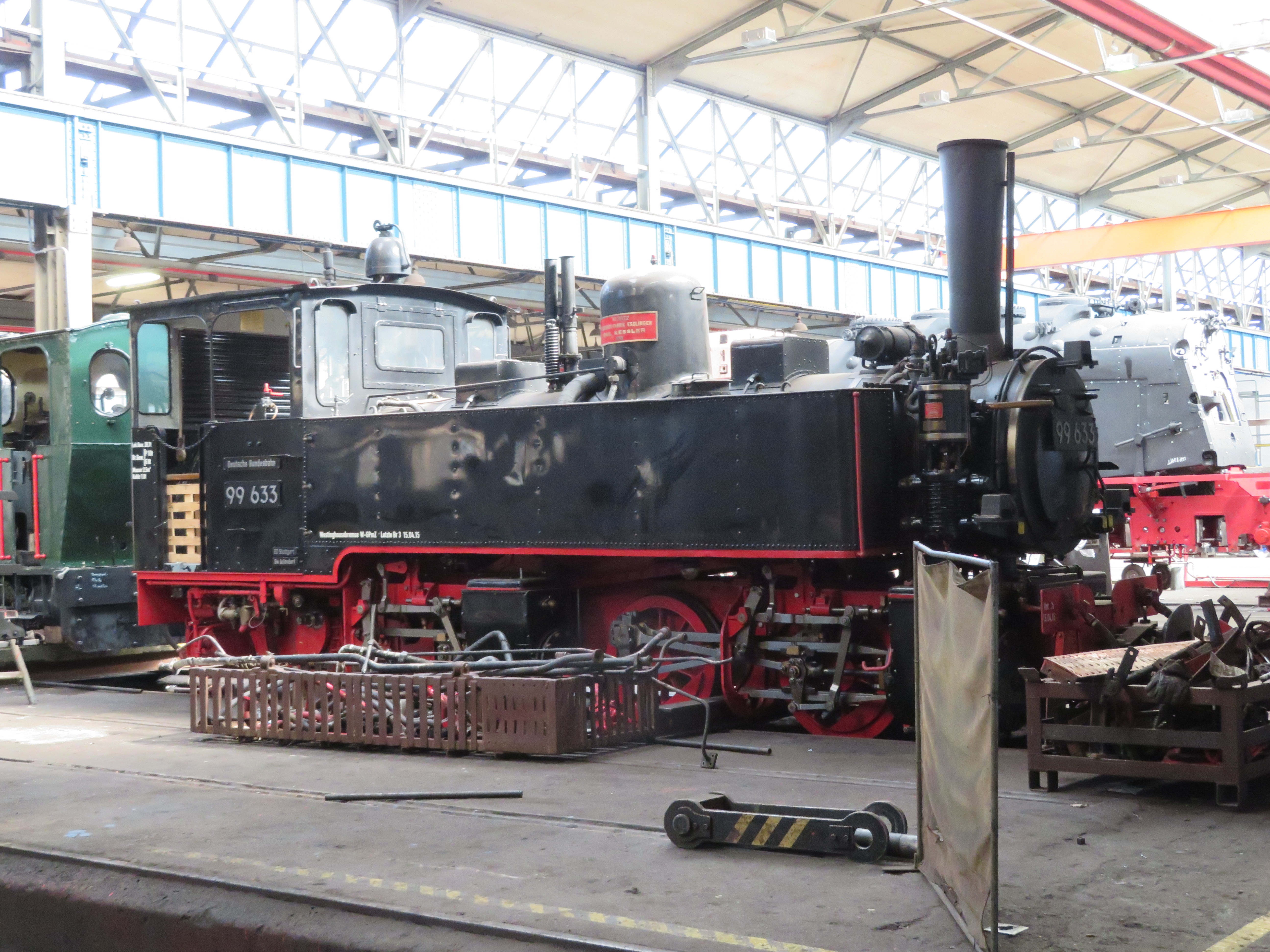
Die 99 633 im Jahr 2019 im Dampflokwerk Meiningen

Die Mallet-Dampflok 99 633 der Bauart Württembergische Tssd ist neben ihrer in Bad Buchau als Denkmal ausgestellten Schwesterlok 99 637 das einzige erhaltene Exemplar dieser Bauart, die anfangs als Stammlokomotiven auf der Strecke im Einsatz waren. Die 99 633 befand sich seit 1970 im Eigentum der Deutschen Gesellschaft für Eisenbahngeschichte und war bereits zwischen 1985 und 1990 leihweise als Öchsle-Lok im Museumsbahnbetrieb im Einsatz und zog so 1985 auch den ersten Zug der Öchsle-Museumsbahn. Zuvor stand sie bereits bis kurz vor deren Einstellung bzw. Umspurung als Stammlokomotive auf der Federseebahn im Einsatz. Seit 2002 war sie als Dauerleihgabe beim Öchsle im Lokschuppen Ochsenhausen – ihrem ersten Beheimatungsort – für Besucher zugänglich abgestellt. 2007 wurde sie vom Verein gekauft. Ab 2012 wurde sie restauriert. Es wurde ein komplett neuer Kessel gefertigt und Ende März 2014 auf das generalüberholte Fahrwerk gesetzt. Die erste offizielle Sonderfahrt nach Wiederinbetriebnahme fand am 22. November 2014 im Zillertal, Österreich, vor einem Sonderzug von Jenbach nach Mayrhofen statt. Seit dem 1. Mai 2015 fährt 99 633 wieder auf der Öchslebahn.
Seit der Erstausstrahlung der SWR-Fernsehsendung Eisenbahn-Romantik ist sie im Vorspann der Sendung und als deren Logo zu sehen. Im März 2013 wurde die Lok von der Denkmalstiftung Baden-Württemberg zum Denkmal des Monats gewählt.

### Dampflok 99 788 „Berta“

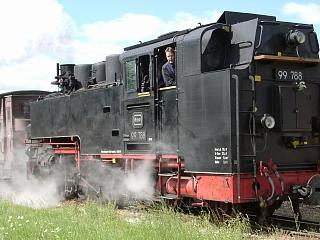
99 788 in Ochsenhausen, 2004

Die Öchsle-Bahn AG erwarb am 20. Juli 2001 für einen Kaufpreis von knapp 500.000 DM die Dampflok 99 788 („Berta“) der Baureihe 99.77–79 von der Deutschen Bahn AG. Bis zum Verkauf an die Öchsle-Bahn AG war sie auf verschiedenen Strecken in Sachsen im Planeinsatz, zuletzt auf der Lößnitzgrundbahn. Im Einsatz beim Öchsle ist die betriebsfähige Lok 2003–2007 und seit 2012. Die Lokomotive war ein Kulturdenkmal der Stadt Radebeul.

### Dampflok 99 651
Die bis 10. Juni 2016 in Steinheim an der Murr neben dem ehemaligen Bahnhofsgebäude der Bottwartalbahn ungeschützt im Freien aufgestellte Denkmallokomotive 99 651 kehrte am 11. Juni 2016 mittels Straßentieflader nach Ochsenhausen als Dauerleihgabe der Stadt Steinheim an der Murr zurück. Die Dampflok war seit 1928 bis Ende 1964 auf dem Öchsle im Einsatz. Sie ist nun witterungsgeschützt im Lokschuppen Ochsenhausen untergestellt und soll rollfähig aufgearbeitet werden. Im März 2021 erwarb der Öchsle Schmalspurverein e. V. die Lokomotive endgültig für 15.000 Euro von der Stadt Steinheim.

### Dieselloks V 51

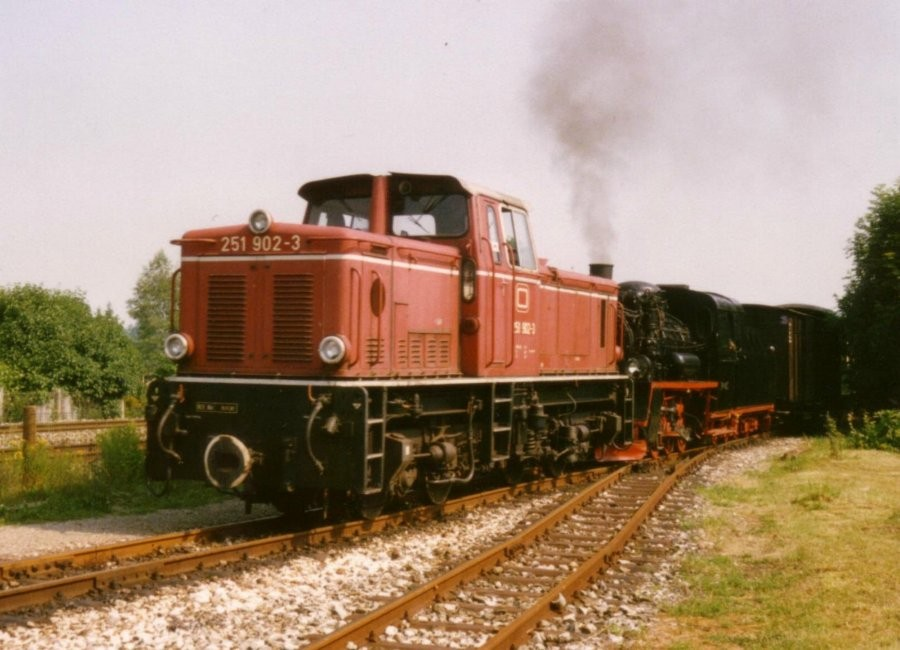
251 902 bei der Einfahrt in den Bahnhof Warthausen, 1988

Im Jahr 1964 wurden zum Ersatz der Dampfloks zwei Diesellokomotiven der Baureihe V 51 von Gmeinder aus Mosbach beschafft. Diese übernahmen bis zur Einstellung des planmäßigen Verkehrs im Jahr 1983 den Güterverkehr, der zwischen Warthausen und Ochsenhausen vor allem für den Kühlgerätehersteller Liebherr mit normalspurigen Güterwagen auf Rollböcken durchgeführt wurde.
Während die Diesellok 251 902 abgestellt und im Jahre 2006 für eine eventuelle spätere Aufarbeitung zerlegt wurde, wurde die Lok 251 903 nach Spanien an Comsa (Unternehmen) verkauft, wo sie im Bauzugdienst im Einsatz war. Die Öchsle Bahn AG kaufte die Diesellok 2009 zurück.

### Diesellok V 22-01
Die Diesellok V 22-01 stammt von Gmeinder aus Mosbach. Sie wurde 1965 gebaut und ist derzeit (2022) die einzige betriebsfähige Diesellok beim Öchsle. Sie ist seit dem 7. Juli 2006 von der Jagsttalbahn angemietet, welche die Lok am 1. Mai 2002 von der SWEG Südwestdeutsche Verkehrs-AG erworben hatte.

### Diesellok V 15 908
Die Diesellok V 15 908 wurde im Jahre 1946 bei Gmeinder in Mosbach gebaut. Sie war ab 1953 für die  Dyckerhoff Zementwerke AG Anfangs im Werk Lengerich 12 und ab 1966 im Bonner Zementwerk im Einsatz. 1987 ging sie an die Öchsle Schmalspurbahn, welche diese nun jedoch seit mehreren Jahren wegen ihres verschlissenen Getriebes in Ochsenhausen abgestellt hat. Derzeit findet sich die Diesellok in Aufarbeitung.

## Museumsbetrieb
Heute verkehren zwischen Mai und Oktober an allen Sonntagen und am ersten Samstag im Monat sowie zusätzlich an allen Donnerstagen im Juli, August und September je zwei Zugpaare von Warthausen nach Ochsenhausen. Das Angebot wird durch Winter-, Nikolausfahrten und Sonderzüge ergänzt. Im Kursbuch der Deutschen Bahn ist die Öchsle-Museumsbahn unter der Nummer 12752 verzeichnet.